# Lederhosen

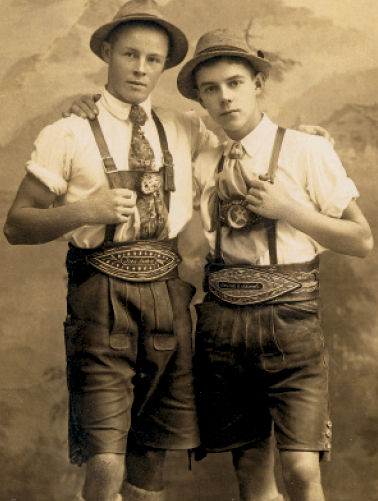
Garotos alemães vestidos com lederhosen.

Lederhosen (em alemão para calças de couro; no singular: Lederhose) são calças feitas de couro, que podem ser curtas ou na altura do joelho. A palavra lederhosen é frequentemente mal pronunciada leiderhosen (literalmente, "infelizmente-calças") ou liederhosen ("canções-calças"). 

## Origem
O lederhosen é parte do traje típico da Baviera, Salzburgo e do Tirol. Os lederhosen são geralmente feitos com peles de cabra ou bezerro, mas os modelos mais apreciados também são criados com peles de veado ou camurça. Há três modelos distintos: A kurze Lederhose (termina acima do joelho, e é predominantemente utilizado pelas crianças), o Kniebundlederhose (termina abaixo do joelho e é o modelo mais popular) e o Lange Lederhose (longa até o tornozelo).
Tradicionalmente as calças de couro (lederhosen) eram a vestimenta utilizada em caça e pelos camponeses, já que são fáceis de limpar e por tanto práticas para o trabalho no campo e também eram usadas pela população alpina na Alemanha, Áustria, Suíça e em algumas regiões do norte da Itália como Trentino-Alto Adige.
A cor tradicional do lederhose bávaro é escura (preta) ou marrom. As de couro marrom são adornados com detalhes brancos e os escuros (pretas) com detalhes verdes.

## Outros Modelos
A Sepplhose é uma calça curta de couro gris, que se usava muito até no ano de 1945 pelos jovens e crianças. Hoje em dia é usado pelas crianças exploradoras na Áustria e Bavária. 
Os Ausseer são os lederhosen com detalhes verdes feitos a mão, da região austríaca de Ausseerland. São feitos de couro de Camurça e Cervo.

## História
O Lederhose não foi esquecido graças à corte imperial Austríaca durante o reinado do imperador Francisco José I, e ao rei Maximiliano II da Baviera, ambos impulsionaram o uso dos trajes típicos e em especial dos lederhosen.
Os Lederhosen são atualmente utilizados em ocasiões especiais como o Biergarten, o Zeltfest, Oktoberfest, mas também em cerimônias e casamentos. O uso da peça na cultura da Baviera é comparável com a do kilt na Escócia e ao chapéu de Cowboy nos Estados Unidos. Em alguns casos, eles também fazem parte do uniforme de alguns grupos de Escotismo.

## Controvérsias
O couturiere Parisienne declarou que o lederhosen não eram originalmente apenas parte da tradição da Baviera, mas na realidade eles eram usados por toda a Europa, especialmente por cavaleiros, caçadores e agricultores. Em qualquer caso, a associação de Lederhosen com os povos germânicos já existia no século XVIII na França desde aquelas calças particulares que eram conhecidas como "bavaras".